# Diorchidium copaifera
Diorchidium copaifera är en svampart som först beskrevs av Paul Sydow, och fick sitt nu gällande namn av Cummins & Y. Hirats. 1983. Diorchidium copaifera ingår i släktet Diorchidium och familjen Raveneliaceae.   Inga underarter finns listade i Catalogue of Life.